# RwandAir
RwandAir je národní rwandský letecký dopravce, který provozuje lety do jižní a východní Afriky a plánem brzy započít lety do střední Afriky.

## Historie
Společnost RwandAir byla založena dne 1. prosince 2002, ve spolupráci rwandské vlády s podílem 77% a dopravce Silverback Cargo s podílem 23%, pod názvem RwandAir Express. První let byl uskutečněn 27. dubna 2003. Prvním letadlem společnosti byl pronajatý Boeing 737-500 od dánské společnosti Maersk Air, který byl vrácen v květnu roku 2004.
Brzy po založení společnosti se centrem aerolinek stal Telcom House.
V roce 2006 se pronajala společnost stroj Bombardier Dash 8 Q200 od etiopské letecké společnosti Trans Nation Airways (TNA).
V dubnu 2007 si RwandAir pronajali Boeing 737-500 od Air Malawi. Momentálně je odstaven na Mezinárodním letiště Kigali.

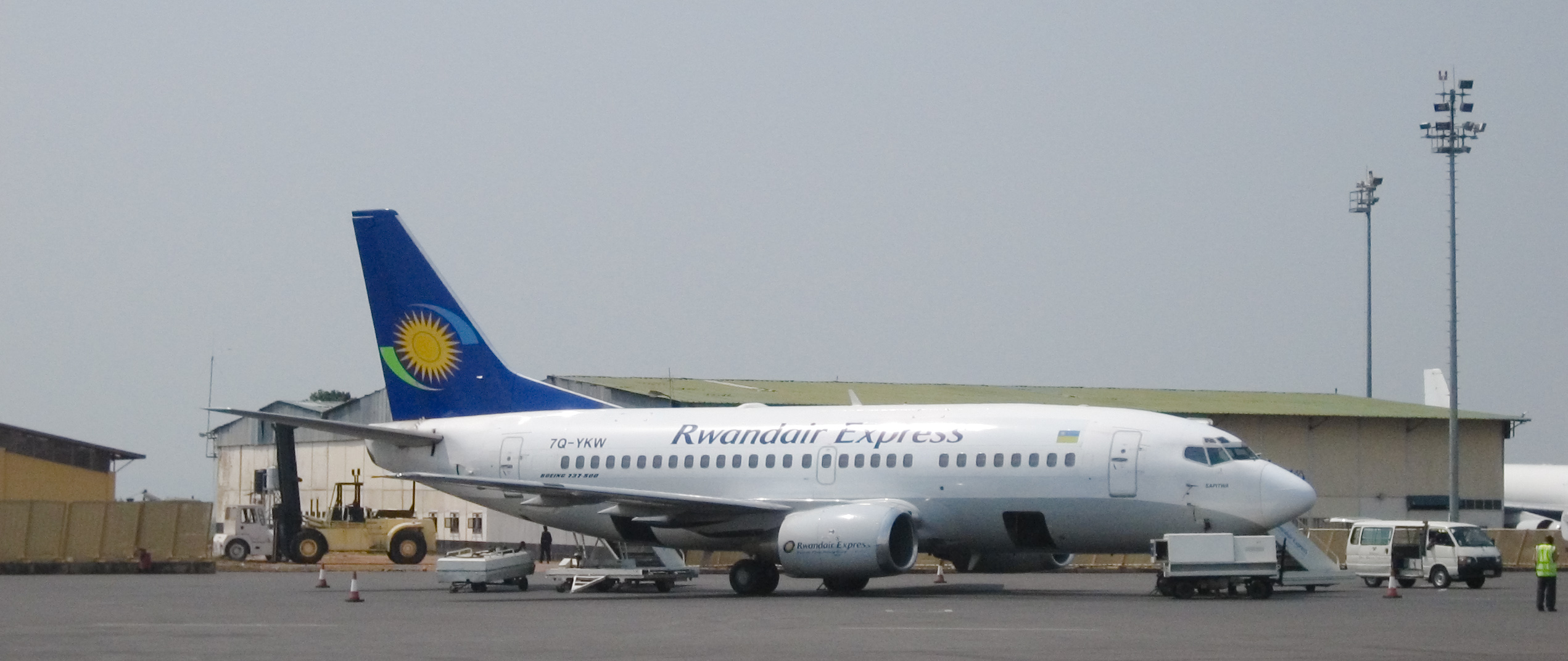
Boeing 737-500 odstavený na Mezinárodním letišti Kigali. (2007)

V listopadu 2008 si společnost vypůjčila od Air Namibia Boeing 737-500, což umožnilo pokračovat v letecké trase z Mezinárodního letiště Kigali do Johannesburgu, která byla přerušena v dubnu 2008.
RwandAir v prosinci 2008 v tiskové zprávě uvedl, že hodlá rozšířit síť svých linek. Mezi nové destinace paří Dar-es-Salaam, Addis Abeba, Mwanza, Lusaka a Kinshasa. Mezi domácí destinace přibylo město Gisenyi.
V červnu 2009 se společnost přejmenovala Z RwandAir Express na RwandAir, protože starý název napovídal o malém počtu mezinárodních letů, zatímco nový název budí dojem velké letecké společnosti.
V říjnu 2010 se novým generálním ředitelem společnosti stal John Mirenge.

## Destinace
RwandAir létají do těchto destinací (k květnu 2011):

### Centrální Afrika
Gabon
- Libreville - Mezinárodní letiště Libreville

Kongo
- Brazzaville - Letiště Maya-Maya

### Východní Afrika
Burundi
- Bujumbura - Mezinárodní letiště Bujumbura

Keňa
- Mombasa - Mezinárodní letiště Moi
- Nairobi - Mezinárodní letiště Jomo Kenyatta

Rwanda
- Cyangugu - Letiště Kamembe
- Gisenyi - Letiště Gisenyi
- Kigali - Mezinárodní letiště Kigali

Tanzanie
- Kilimandžáro - Mezinárodní letiště Kilimandžáro

Uganda
- Entebbe - Mezinárodní letiště Entebbe

### Jižní Afrika
Jihoafrická republika
- Johannesburg - Mezinárodní letiště OR Tambo

### Asie
Dubai
- Dubai - Dubai International Airport

## Spolupracující společnosti
RwandAir spolupracují s těmito aerolinkami (k červnu 2010):
- Brussels Airlines
- Ethiopian Airlines
- Air Uganda

V dubnu 2009 bylo oznámeno, že Rwand Air začaly spolupracovat s Brussels Airlines. V září 2009 podepsali tutéž dohodu s Ethiopian Airlines, a v květnu 2010 s Air Uganda.

## Flotila
RwandAir využívají tyto letadla (k březnu 2011):